# Caymanöarnas damlandslag i volleyboll
Caymanöarnas damlandslag i volleyboll representerar Caymanöarna i volleyboll på damsidan. Laget har deltagit i karibiska mästerskapet.

### Fotnoter
1. ↑  Todor Krastev. ”Women Volleyball II Caribbean Championship 1992 Jamaica - Winner Bahamas” (på engelska). http://www.todor66.com/volleyball/Norceca/Women_Caribbean_1992.html. Läst 10 mars 2024.
2. ↑  Todor Krastev. ”Women Volleyball III Caribbean Championship 1993 Trinidad Tobago - Winner Barbados” (på engelska). http://www.todor66.com/volleyball/Norceca/Women_Caribbean_1993.html. Läst 10 mars 2024.
3. ↑  Todor Krastev. ”Women Volleyball XVI Caribbean (CAZOVA) Championship 2017 Jamaica - Winner Trinidad Tobago” (på engelska). http://www.todor66.com/volleyball/Norceca/Women_Caribbean_2017.html. Läst 10 mars 2024.
4. ↑  Senaste tillfället då någon kontrollerade att de inmatade tabelluppgifterna stämmer. Uppgifter kan ha matats in senare utan att kontrolleras av någon annan